# Bernadette - Miracolo a Lourdes
Bernadette - Miracolo a Lourdes (Je m'appelle Bernadette) è un film del 2011 diretto da Jean Sagols. È la storia biografica di Santa Bernadette Soubirous.

## Trama
Nevers, 25 ottobre 1866. La giovane Bernadette è in fin di vita: si è aggravata a causa della tubercolosi. Le suore della Carità del convento di Nevers, dove la ragazza risiede per il noviziato, chiamano il dottor Saint-Cyr. Il rischio imminente di morte convince la madre superiora della Congregazione, sollecitata da suor Maria Teresa, di concedere la professione dei voti in articulo mortis, attraverso il consenso del vescovo della diocesi, monsignor Forcade. Successivamente, fa indispettire tutti quando Bernadette afferma che quella sera non sarebbe morta. Una personalità che la dice lunga su chi fosse davvero la Santa.
Otto anni prima (1858). Il giornalista Jean Prévôt di Parigi, in viaggio sul treno, legge un articolo di giornale che riporta la vicenda di una ragazza alle prese con strane apparizioni celesti, suscitando l'interesse della popolazione. Nel frattempo, Jacomet e Lestrade, il commissario e l'ufficiale del Comune di Lourdes, fanno chiamare Bernadette, la ragazza che ha visto una Signora bellissima all'interno della grotta di Massabielle, da giovedì 11 febbraio, ponendole una serie di domande per stilare una relazione. L'autorità scopre dall'interrogazione che la prima visione meravigliosa era avvenuta dopo essere stata accompagnata dall'amica Baloume, assieme a sua sorella Toinette Soubirous, alla ricerca di legna; la ragazza vive in famiglia, non sa leggere perché raramente va a scuola.
Il padre della fanciulla, François, è accompagnato in città da un amico, appreso il prelievo forzato della figlia per motivi di ordine pubblico. Il commissario, scaltrito e irritato, si sente preso in giro e non crede affatto al racconto inverosimile della giovane, soprattutto perché è avvenuto in una zona a rischio, punto di ritrovo di appuntamenti "galanti" con donnine allegre, spesso teatro di scene indecorose segnalate dai passanti alle forze dell'ordine. Il commissario Jacomet incontra Vital Dutour, il procuratore imperiale di Lourdes. Lo informa della gravità di quanto sta accadendo. Sono convinti che si tratti di una manipolazione attuata dalla Chiesa cattolica ai danni del Secondo Impero; una fede che soggioga ammaliando la gente dal labile senso religioso, quando determinati eventi si svolgono in periferie assai degradate, fra analfabetismo, malnutrizione e povertà.
La famiglia Soubirous vive in un quartiere fatiscente, all'interno di una dimora molto modesta e senza il sostentamento sufficiente a mantenere sei persone. La madre di Bernadette, pur essendo religiosissima, le proibisce di ritornare alla grotta, se non vuole finire in carcere. La giovane non cede, si confessa al parroco Pomian raccontando le sue prime tre apparizioni e rivelando che deve continuare a ritornare sul posto ad incontrare la "Signora" per altri 12 incontri. Padre Pomian non può fare a meno di informare i suoi superiori; riferisce tutto all'abate Dominique Peyramale, racconta il sentimento della gente di fronte agli incontri della ragazza, che sente che si tratta di un miracolo. La giovane Soubirous ha sentito un rumore prima dell'apparizione – riferisce Pomian –, proprio come un colpo di vento, come il soffio di Dio al profeta Elia nascosto nella grotta, come la discesa dello Spirito santo nel giorno della Pentecoste. Ma l'Abate non vuole rischiare, è convinto che occorra aspettare prima di prendere una posizione ufficiale; in fin dei conti potrebbero trattarsi di illusioni temporanee di una ragazzina.
Il giornalista Prévôt sta seguendo l'intera vicenda per conto del suo giornale, raccoglie le opinioni maldicenti del popolo di Lourdes. Fa telegrafare i suoi articoli, dove narra le umili origini del padre François Soubirous, ex mugnaio con un passato in galera, e della madre Louise Castérot secondo alcuni dedita all'alcool. Intanto, ogni nuova apparizione è accompagnata da una folla sempre crescente di fedeli e curiosi che transitano in città, compreso il noto medico dottor Dozous che segue da vicino la Soubirous. Jacomet e Dutour lamentano ad alta voce come i progressi della tecnica e le teorie di Voltaire possano poi portare la gente così in basso, seguendo i capricci di una ragazzina, sopraffatta dalla credenza dei miracoli.
La facoltosa Madame Milhet, accesa credente e ammiratrice di Bernadette, la accompagna alla grotta, è disponibile a proteggerla e a sostenerla dalle ostilità dei detrattori. Bernadette in estasi e rosario in mano, prosegue i suoi incontri con la splendida Signora dal vestito bianco: dialoghi spesso contornati da gesti eclatanti, come il bere l'acqua intorno alla grotta tratta dal porcile per maiali, o alimentandosi traendo dalla terra erbe selvatiche e fango, come prova di espiazione di una penitenza dai mali compiuti dai peccatori, atto di obbedienza di un ordine eseguito per conto della Signora. Le reazioni di chi la guarda sono contrastanti. Da una parte la povera gente l'osserva in religioso silenzio in ginocchio; dall'altra parte, la folla di curiosi increduli sogghignano giudicandola folle. Il giornalista Prévôt assiste all'evento ma si rabbuia ripensando alla sorte di sua sorella, tenuta rinchiusa in un manicomio senza una vera e propria terapia né tenendo conto del recupero e del rispetto della persona, impedito perfino di poter scambiare una sola parola malgrado il grado di parentela. Prévôt intervista il dottor Dozous chiedendo una sua opinione in merito e se ritiene se sia simile a quanto era già accaduto a Montoussé, dopo le apparizioni di Nostra Signora di Nouillan. Un collega de Le Lavedan, il settimanale di Lourdes, aveva scritto un articolo dai toni piuttosto duri. Il dottor Dozous, a difesa di Bernadette, non risponde a Prévôt, che gli chiede se il fenomeno non sia da attribuire a una forma di catalessi.
Il procuratore Dutour fa chiamare Louise e Bernadette, accusandole di usare le visioni e il potere di guarire i malati come un modo per truffare fedeli facoltose come Madame Milhet e la signorina Pyret. Nonostante le minacce di incarcerazione, Bernadette vuole proseguire il suo percorso.

## Produzione

### Riprese
Sebbene ambientato nella Francia meridionale, in realtà il film è stato realizzato in Portogallo e più precisamente a Chaves, Ericeira, Guimarães e a Lisbona. La produzione ringrazia nei titoli di coda Montalegre, l'Ecomuseu do Barroso (museo etnografico), le amministrazioni e i luoghi di Vila da Ponte e Alturas do Barroso, la Pousada Santa Marinha da Costa, la Pousada da Oliveira, il Museu de Alberto Sampaio di Guimarães, la Colegiada de Nossa Senhora da Oliveira di Guimarães, la Santa Casa da Misericórdia di Guimarães.